# Предводитель дворянства

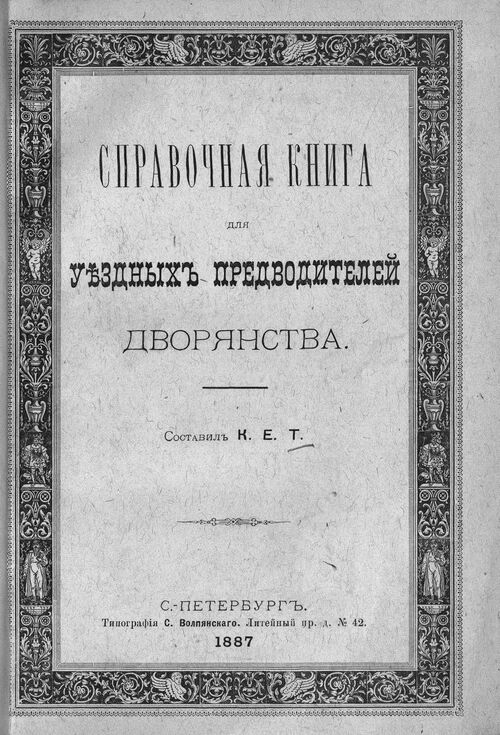
Обложка книги «Справочная книга для уездных Предводителей дворянства». 1887 год

Предводитель дворянства — в России до 1917 года важная выборная должность в системе сословного самоуправления дворянства и одновременно в системе местного самоуправления.
Учреждена в 1785 году Жалованной грамотой дворянству императрицы Екатерины II.
- Уездный предводитель дворянства выбирался уездным отделением в ходе общего губернского дворянского собрания и утверждался губернатором. Уездный предводитель дворянства председательствовал также в уездном земском собрании, уездном училищном совете, уездном присутствии по воинской повинности, в уездном съезде, и ряде других местных органов.
- Губернский предводитель дворянства избирался губернским дворянским собранием и утверждался императором. Губернский предводитель дворянства председательствовал в губернском земском собрании.

Предводители дворянства являлись также председателями в целом ряде избирательных собраний и съездов по выборам в Государственную думу.

## В искусстве
Бывшим предводителем дворянства был Ипполит Матвеевич Воробьянинов — герой произведения И. Ильфа и Е. Петрова «Двенадцать стульев».